# Hitchcock (film)
Hitchcock er et amerikansk biografisk drama fra 2012 instrueret af Sacha Gervasi og baseret på Stephen Rebellos bog Alfred Hitchcock and the Making of Psycho. Filmen havde premiere på verdensplan den 14. december 2012 og i Danmark den 21. februar 2013.
Hitchcock skildrer forholdet mellem filminstruktør Alfred Hitchcock og hans hustru Alma Reville under tilblivelsen af den kontroversielle horrorfilm Psycho, som endte med at blive en af Hitchcocks største successer.
I filmens bærende roller ses Anthony Hopkins, Helen Mirren og Scarlett Johansson.

## Medvirkende
I de bærende roller ses:
- Anthony Hopkins som Alfred Hitchcock. Hopkins blev bl.a. iført et 'fatsuit' for at ligne Hitchcock.
- Helen Mirren som hustruen Alma Reville.
- Scarlett Johansson som skuespillerinden Janet Leigh.

## Modtagelse
De danske anmeldere modtog filmen med et gennemsnit på 4 stjerner.
| „ | Hitchcock er en stort anlagt film, og instruktøren, Sacha Gervasi, har brugt mange kræfter på at genskabe 1950'ernes Hollywood, hvilket i sig selv er en af filmens attraktioner. Det er en stor fornøjelse at følge med i arbejdet på Paramounts studieområde, hvor Psycho blev til, og tidsbilledet - slutningen af 1950' erne - er ganske overbevisende. | “ |
|   | — Information |   |

| „ | I det hele taget er det, vi får, godt. Men et dybere spadestik og en lille hitchcocksk overraskelse havde gjort det endnu bedre. Selv sagde mesteren: 'En god film er en, der er billetprisen, en middag og en barnepige værd'. Det er nok lige i overkanten af, hvad 'Hitchcock' kan honorere. | “ |
|   | — B.T. |   |